# Pato Branco

Localisation de Patro Branco

Pato Branco est une municipalité brésilienne de l'État du Paraná.
Sa population estimée en 2004 était de 67 558 habitants. Pato Branco se trouve dans le sud-ouest du Paraná. La municipalité se distingue dans les domaines de l'éducation par ses 2 facultés et ses deux universités fédérales, dans le domaine technologique, ayant un pôle électro-électronique mais aussi dans les domaines de l'industrie, du commerce, de l'agriculture et de l'élevage.

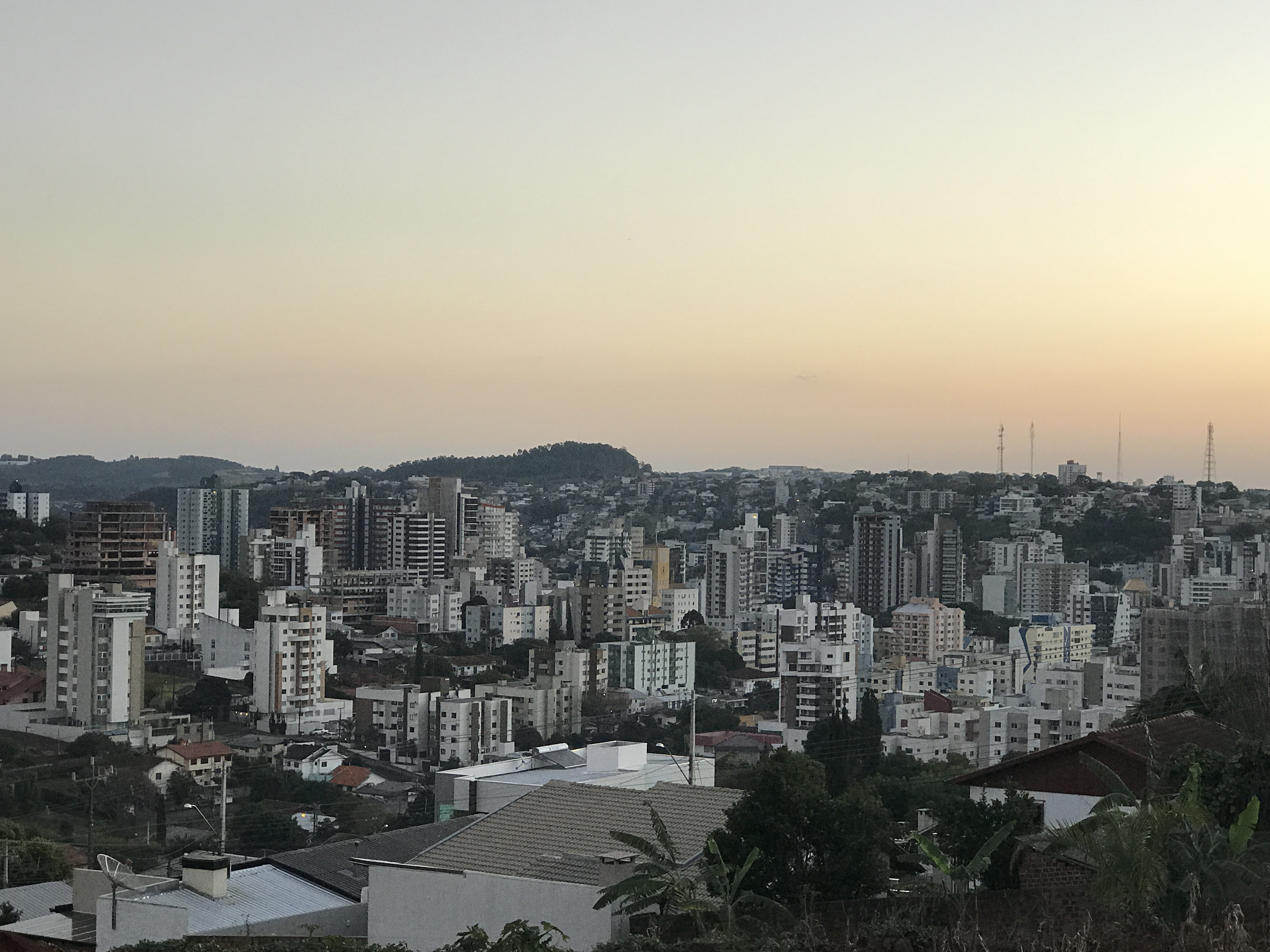
Fin d'après-midi à Pato Branco

## Maires
| Période | Période | Identité       | Étiquette | Qualité |
| ------- | ------- | -------------- | --------- | ------- |
| 2009    | 2012    | Roberto Viganó | PDT       |         |

## Personne nées à Pato Branco
- Rogério Ceni (1973-), footballeur international brésilien détenant le record absolu de buts inscrits pour un gardien de but (132).
- Alexandre Pato (1989-), footballeur international brésilien évoluant au poste d'attaquant à Orlando City Soccer Club.